# Химик (регбийный клуб)
«Химик» — команда по регби из города Дзержинска Нижегородской области. 

## История
Клуб основан в 2022 году и был заявлен в Регбийную премьер-лигу в сезоне 2022/2023.
В середине сезона 2023/24 снялся с игр в Премьер-Лиге.
Клуб был основан в 2021 году в Дзержинске и выступал в дивизионе «Поволжье» чемпионата высшей лиги по регби. По итогам сезона дзержинцы обеспечили себе место в плей-офф. По итогам Финала четырех команда выиграла 3 матча из 4, завоевав «серебро» и уступив в финале краснодарским «Богатырям».
В июне 2022 было объявлено, что команда будет выступать в Премьер-лиге. Бюджет команды составил около 117 млн рублей.
Клуб возглавил бывший тренер ЦСКА Джон Малвихилл — под его руководством клуб провёл 8 игр, и все проиграл. 25 сентября 2022 Малвихилл покинул команду.
Состав команды перед сезоном был усилен бывшими игроками команд «Енисей-2», «Владивостокские тигры», «Богатыри», «Металлург», «Стрела» и других. Также к «Химику» присоединился ветеран российского регби Андрей Гарбузов, южноафриканский флай-хав Южан Бота и австралийский тренер Джон Малвихилл, который сезоном ранее тренировал ЦСКА, а после окончания сезона вернулся в «Барбарианс».
Дебютный матч в российской премьер-лиге Химик сыграл в гостях против «Локомотива» из Пензы и уступил со счетом 0:81. В первом же сезоне «Химик» снялся с чемпионата во время перерыва, набрав всего 2 очка за защитный бонус и занимая 9-ю (последнюю) строчку в турнирной таблице. Причиной снятия стали неудовлетворительные результаты, а также финансовые проблемы в клубе. «Химик» решил сосредоточиться на развитии команды в дисциплине регби-7, а также в развитии детско-юношеского регби.